# Brauheck
Brauheck ist einer von vier und zugleich der jüngste Stadtteil der Kreisstadt Cochem im Landkreis Cochem-Zell in Rheinland-Pfalz.

## Geschichte

### Straßen

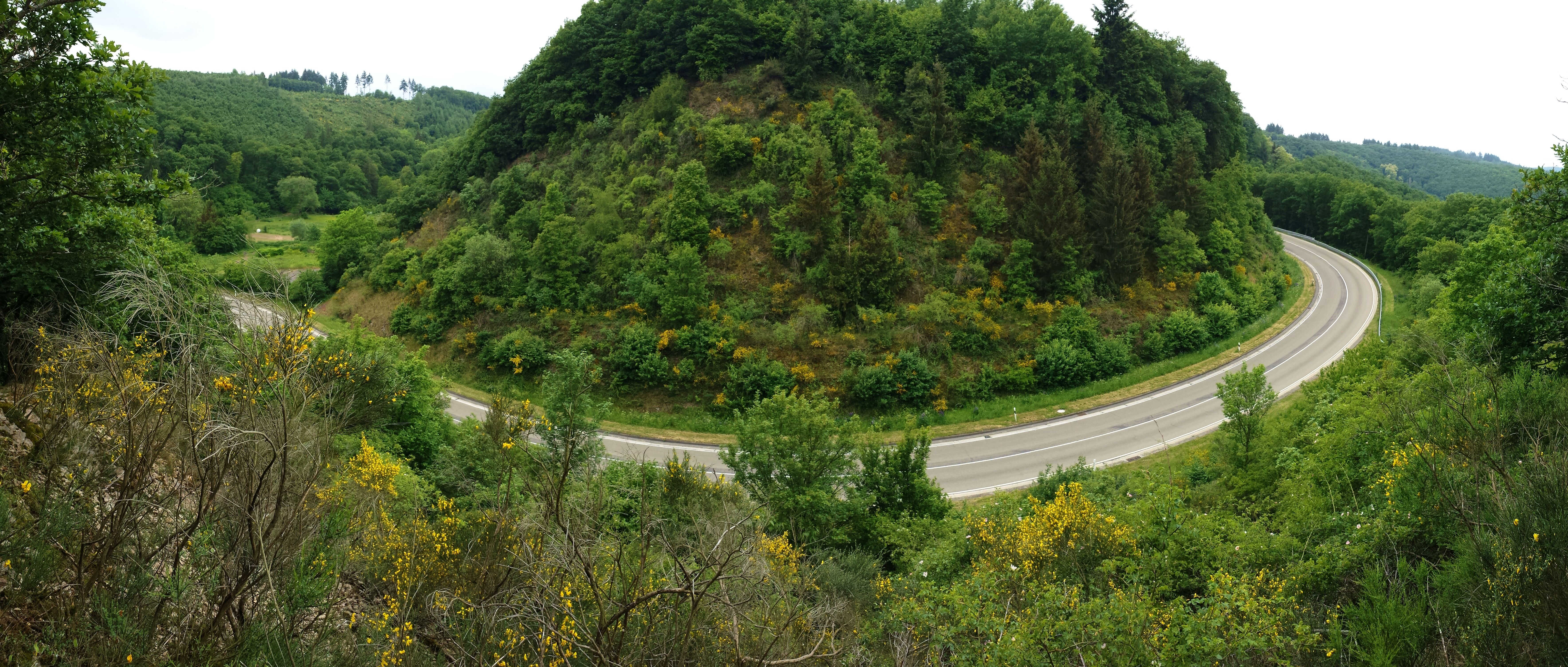
Teil der Panoramastraße bei Cochem; Bundesstraße 259

In der topografischen Kartenaufnahme der Rheinlande durch Jean Joseph Tranchot (1801–1814) und Karl von Müffling (1815–1828) findet sich für den heutigen Stadtteil Brauheck die Distriktbezeichnung Praheck. Von Cochem nach Brauheck führen drei Straßen. Die größte ist die Bundesstraße 259, auch Panoramastraße genannt, beginnend im Cochemer Stadtteil Sehl. Eine weitere Straße ist die K 20, die ebenfalls in Sehl beginnt und über den Abzweig K 22 entlang des Industriegebietes nach Brauheck führt. Die älteste Straße, die nach Brauheck führt, dürfte die K 18 sein. Sie beginnt ebenfalls in Cochem, in früheren Zeiten als Faider Weg bekannt. Von der einheimischen Bevölkerung wird sie meist als Alte Straße bezeichnet.

### Fliegerkaserne
Ende der 1950er Jahre suchte das Bundesministerium der Verteidigung nach einem geeigneten Standort für eine Kaserne der Soldaten des Fliegerhorstes Büchel. Willy Massoth, seinerzeit Bürgermeister der Stadt Cochem, hatte aufgrund seiner ehemaligen Mitgliedschaft im Verteidigungsausschuss des deutschen Bundestages sehr gute Verbindungen zur damaligen Bundesregierung. So kam es zu einem Angebot der Stadt Cochem, das Gelände im Distrikt Praheck für den Bau einer Kaserne und einer Wohnsiedlung zu nutzen. Das Angebot wurde angenommen und der Stadtrat von Cochem fasste am 22. Juni 1958 den Beschluss für den Bau einer Fliegerkaserne und einer Wohnsiedlung für die Soldaten und ihre Familien. Die Frankfurter Siedlungsgesellschaft errichtete dann innerhalb von drei Jahren diese Wohnsiedlung. Zunächst wurden die Siedlungshäuser links der Kreisstraße, im Anschluss dann diejenigen rechts der Kreisstraße in Richtung Dohr gebaut. Die ersten Soldatenfamilien konnten schließlich im Jahre 1961 die ersten Wohnungen beziehen.

### Schulwesen
Um den schulischen Erfordernissen des neuen Stadtteils Brauheck gerecht zu werden, entschied man sich, nachdem die vorhandene Schule in Dohr als nicht mehr sanierungsfähig gegolten hatte, zum Neubau einer zentralen Schule. Als neuen Standort wählte man ein sich zwischen Brauheck und Dohr befindliches Gelände in der Gemarkung Dohr. Der Bau begann im Mai 1960 und im Jahr darauf, am 24. August 1961, konnten schon die ersten 96 Kinder in das neue Schulgebäude einziehen. Offiziell konnte die Einweihung jedoch erst am 10. Dezember 1962 gefeiert werden, da bis zu diesem Datum noch einige Restarbeiten ausgestanden hatten. Der Unterricht erfolgte damals noch getrennt nach Konfessionen, sodass der Unterricht für die 70 katholischen Kinder in zwei Klassen und der für die 20 evangelischen Kinder in einer Klasse erfolgte. Ab 1963 wurden auch 15 Kinder amerikanischer Soldatenfamilien in eigenen Räumen unterrichtet. Die Schüler der 5. bis 8. Klasse wurden am 1. September 1968 in die neu fertiggestellte Volksschule nach Cochem überführt.

### Gewerbegebiet
Damit Brauheck auch für Firmen und Gewerbe aus der näheren Umgebung attraktiv wird, beschloss man im November 1965, in der Gemarkung Weißenstein den Bau eines Industriegebiets in Angriff zu nehmen. Das Gelände, im Südosten von Brauheck gelegen, grenzt unmittelbar an die Fliegerkaserne. Die erste Firma, die sich dort niederließ, war die aus Cochem stammende Autowerkstatt M. J. Schneider. Zeitgleich richtete der Technische Überwachungsverein dort eine Prüfstelle für Kraftfahrzeuge ein. Als die Fläche des Industriegebiets nach mehreren Jahren zu klein wurde, beschloss der Stadtrat von Cochem im Jahre 1980, das Gelände zu erweitern. Mit der Umsetzung dieses Beschlusses erfolgte auch die offizielle Umbenennung in „Gewerbegebiet“, um eine bessere Werbewirksamkeit zu erzielen.